# 特隆、乌克巴尔、奥比斯·特蒂乌斯
特隆、乌克巴尔、奥比斯·特提乌斯（Tlön, Uqbar, Orbis Tertius）是20世纪阿根廷作家豪尔赫·路易斯·博尔赫斯創作的短篇小说。1940年5月，該小說首次發表在阿根廷杂志Sur上。该文收录于他的1941年首次出版的小说集《小径分叉的花园》中，该部小说集也是后来1944年出版的小说集《虚构集》的一大组成部分。1961年，该小說首次翻譯成英文。